# Código dos Cânones das Igrejas Orientais
O Código dos Cânones das Igrejas Orientais (em latim: Codex Canonum Ecclesiarum Orientalium, CCEO abreviado) é o título da codificação de 1990 das partes comuns da Lei Canon para as 23 igrejas católicas orientais da Igreja Católica. É dividido em 30 títulos e possui um total de 1546 cânones. A Igreja Latina ocidental é governada por seu próprio código de cânones, o Codex Iuris Canonici de 1983.

## História da codificação
As 23 Igrejas sui iuris que compõem coletivamente as Igrejas Católicas Orientais foram convidadas pela Igreja Católica a codificar suas próprias leis particulares e submetê-las ao papa, para que possa haver um Código completo de todas as leis religiosas no Catolicismo. O Papa João Paulo II promulgou o Código dos Cânones das Igrejas Orientais em 18 de outubro de 1990, pelo documento Sacri Canones. O Código entrou em vigor em 1 de outubro de 1991.

## Língua
A língua oficial do direito canônico comum a todas as igrejas católicas orientais (chamada "direito comum". é latim. Embora o latim seja a língua da Igreja Latina e não das Igrejas Orientais, o latim foi escolhido como a língua de direito comum porque não existe uma língua comum em uso entre todas as Igrejas Católicas Orientais. Os membros destas igrejas usam uma diversidade de línguas, incluindo grego, árabe, romeno, malaio, inglês, francês, espanhol e português, mas nenhuma destas línguas poderia ser usada como língua de direito comum. O latim foi escolhido porque tem uma longa história de tradição legal e jurídica, e era adequado para servir como o texto comum a partir do qual se poderiam fazer traduções.

## Emendas
Em 1998, o Papa João Paulo II publicou o motu proprio Ad Tuendam Fidem, que alterou dois cânones (750 e 1371) do Código de Direito Canônico de 1983 e dois cânones (598 e 1436) do Código de Cânones das Igrejas Orientais. Igrejas, de modo a acrescentar "novas normas que impõem expressamente a obrigação de defender as verdades propostas de maneira definitiva pelo Magistério da Igreja e que também estabelecem sanções canônicas relacionadas".

### Mitis et Misericors Iesus
Em 15 de agosto de 2015, o Papa Francisco publicou o motu proprio Mitis et Misericors Iesus, que alterou os cânones 1357-1377 do CCEO. Ele reformou os procedimentos para os ensaios matriciais de nulidade e instituiu um processo mais breve.

## Títulos
O texto do CCEO está dividido em 31 seções, 30 títulos e uma seção de cânones preliminares.

### Cânones preliminares
Os 6 cânones preliminares tratam do escopo e da continuidade, o que é afetado pelo CCEO e como a legislação e os costumes anteriores devem ser tratados.
Cânon. 1 O CCEO se refere unicamente às Igrejas Católicas Orientais, a menos que mencionado de outra forma.
Cânon. 2 O CCEO deve ser avaliado de acordo com as Leis Antigas das Igrejas Orientais.
Cânon. 3 O CCEO não "em grande parte legisla sobre questões litúrgicas"  e, portanto, os Livros Litúrgicos devem ser observados, a menos que contrário aos cânones do CCEO.
Cânon. 4) O CCEO não degrada nem revoga tratados/pactos firmados pela Santa Sé com nações/sociedades políticas. Portanto, eles ainda têm sua força, apesar de quaisquer prescrições do CCEO em contrário.

## Os direitos e obrigações de todos os fiéis cristãos
Esta seção define os fiéis e catecúmenos cristãos.
Expressa que o povo de Deus tem a obrigação de: manter a fé e professar abertamente a fé, manter a comunhão, promover o crescimento da Igreja, ouvir os pastores, informar os pastores sobre suas opiniões sobre assuntos do bem da Igreja, chamar as associações privadas 'católicas' somente quando aprovadas pelo bispo, preservam a boa reputação e a privacidade de todas as pessoas, ajudam com as necessidades da Igreja e promovem a justiça social, inclusive fornecendo ajuda aos pobres com seus próprios recursos.
Também expressa vários direitos dos fiéis.
Os cânones nesta seção são numerados de 7 a 26.

### Igrejas Sui Iuris e Ritos
Uma igreja sui iuris é "uma comunidade de fiéis cristãos, unida por uma hierarquia segundo a norma do direito e reconhecida expressa ou tacitamente como sui iuris pela autoridade suprema da Igreja" (CCEO.27). O termo sui iuris é uma inovação do CCEO (Codex Canonum Ecclesiarum Orientalium - Código dos Cânones das Igrejas Orientais) e denota a relativa autonomia das Igrejas Católicas Orientais. Este termo canônico, grávida de muitas nuances jurídicas, indica a missão dada por Deus das Igrejas Católicas Orientais de preservar a sua natureza patrimonial autônoma. A autonomia destas igrejas é relativa, no sentido em que estão sob a autoridade do bispo de Roma.
Segundo o CCEO, as Igrejas Católicas Orientais sui iuris são de 4 categorias:
1 Igrejas Patriarcais:
A igreja patriarcal é a forma adulta de uma Igreja Católica Oriental. É uma comunidade de fiéis cristãos unidos por uma hierarquia patriarcal. O patriarca, juntamente com o Sínodo dos Bispos, possui poderes legislativos, judiciais e administrativos no território eclesiástico, sem prejuízo dos poderes reservados, na lei comum ao papa (CCEO 55-150). Entre as igrejas orientais católicas, os seguintes detêm status patriarcal: maronita, caldeu, copta, siríaca, melquita e armênia.
2) Principais igrejas arquiepiscopais:
As principais igrejas arquiepiscopais são aquelas igrejas orientais que são governadas pelos principais arcebispos, assistidas por um respectivo sínodo de bispos. Essas igrejas têm quase os mesmos direitos e obrigações das igrejas patriarcais. Um arcebispo maior é a metropolitana de sé ; ele é escolhido pelo papa ou reconhecido por ele e preside toda uma igreja oriental sui iuris. O que é declarado na lei comum a respeito de igrejas ou patriarcas patriarcais é entendido como aplicável às principais igrejas arquiepiscopais ou principais arcebispos, a menos que a lei comum forneça expressamente o contrário ou o assunto seja óbvio. (CCEO.151, 152). As quatro principais igrejas arquiepiscopais são a siro-malabar, a bizantina ucraniana, a católica siro-malankara e a bizantina romena.
3) Igrejas metropolitanas:
Esta é uma igreja que é governada por um "sui iuris" metropolitano. Tal igreja é presidida pelo metropolita de uma determinada sede que foi eleita canonicamente e confirmada pelo papa. Ele é assistido por um conselho de hierarquias, de acordo com as normas da lei (CCEO. 155§1). As igrejas metropolitanas católicas são a católica etíope, católica eritreia, bizantina húngara, bizantina eslovaca e a igreja católica rutena.
4) Outras Igrejas:
Além das formas de igreja mencionadas acima, existem outras comunidades eclesiásticas que são confiadas a um hierarca que preside de acordo com as normas do direito canônico. (CCEO. 174). As seguintes igrejas católicas orientais têm esse status: grego bielorrusso, grego búlgaro, grego macedônio, grego bizantino, ítalo-albanês, igreja bizantina da Eparquia de Križvci, bizantino albanês e bizantino russo. No total, existem 22 igrejas sui iuris orientais dentro da comunhão católica.

### As Igrejas Patriarcais
- Igreja de Jerusalém fundada por São Tiago Apóstolo, no ano 37.
- Igreja de Antioquia, fundada por São Pedro, apóstolo, no ano 39.
- Igreja de Alexandria fundada por São Marcos, o Apóstolo, no ano 37.
- Igreja grega fundada por São João Apóstolo, no ano 42.
- Igreja Romana fundada por São Pedro, o Apóstolo, no ano 44.
- Igreja de Mar Thoma da Índia, fundada por São Tomé Apóstolo, no ano 38.
- Igreja celta fundada por Santo André, o Apóstolo, na Escócia, no ano 55.

## Cúria Patriarcal (Cânones 114-125)
CÓPIA PATRIARCAL E MAIOR ARQUIEPISCOPAL:
Os bispos da cúria (máximo de três); Sínodo Permanente: Patriarca + 4 bispos (3 + 1) e 4 substitutos (Quasi - Patriarca Permanente do Sínodo + 2 bispos); Chanceler, vice-chanceler, notários, chancelaria; Oficial de Finanças Patriarcal (administrador dos bens da Igreja); Outros aspectos como arquivos, inventário, fontes financeiras de cúria; As comissões: pela liturgia, ecumenismo, catecismo, evangelização, preparação do Sínodo dos Bispos, preparação da Assembléia patriarcal, censura de livros e outras comissões sob a autoridade patriarcal; O Tribunal Ordinário O presidente, os juízes (9), os funcionários administrativos (auditores, promotor de justiça, defensor da fiança, notários, advogados, procuradores, peritos, intérpretes, etc.); Os órgãos ligados à cúria patriarcal: Todos os órgãos da igreja patriarcal que colaboram na administração da igreja patriarcal, incluindo o tribunal superior, moderador geral da administração da justiça, um grupo de bispos por recurso, procurador patriarcal em Roma, órgãos curiais romanos, cúria de outras igrejas patriarcais, etc. (no que diz respeito à cúria, é o mesmo para as igrejas patriarcais e principais arquiepiscopais) 

## Ligação externas
- Codex canonum ecclesiarum orientalium, texto original em latim
- "Código dos cânones das igrejas orientais", tradução em inglês
- Código dos Cânones das Igrejas Orientais Formato PDF
- Texto de Sacri Canones, publicado pelo Papa João Paulo II na promulgação do Código de Cânones das Igrejas Orientais
- Um Estudo Teológico sobre o CCEO